# 2017 en handball
| Années du handball : 2014 - 2015 - 2016 - 2017 - 2018 - 2019 - 2020    |
| Décennies du handball : 1980 - 1990 - 2000 - 2010 - 2020 - 2030 - 2040 |

Cet article présente les faits marquants de l'année 2017 en handball.

## Par dates
- Du 11 au 29 janvier : 25e édition du championnat du monde masculin en France (cf. ci-dessous). Lors de cette édition le record d'affluence pour un match de handball dans un tournoi international est battu avec 28 010 spectateurs réunis au Stade Pierre-Mauroy de Lille pour deux matchs de l'équipe de France. L'équipe de France remporte son 6e titre mondial.
- Le 7 mai :
  - le club hongrois de Győri ETO KC remporte la Ligue des champions féminine face au club macédonien ŽRK Vardar Skopje 31 à 30 après prolongation
  - le club russe du Rostov-Don remporte la Coupe de l'EHF féminine face au club allemand du SG BBM Bietigheim 53 à 46 sur l'ensemble des deux matchs.
- Le 21 mai : le club allemand du Frisch Auf Göppingen remporte la Coupe de l'EHF masculine face au club allemand du Füchse Berlin 30 à 22.
- Le 4 juin : le club macédonien du Vardar Skopje remporte la Ligue des champions masculine face au club français du Paris Saint-Germain Handball 24 à 23.
- Le 11 octobre : inauguration de l'Arena du Pays d'Aix, nouvelle salle du Pays d'Aix Université Club handball .
- Du 1er au 17 décembre : 23e édition du championnat du monde féminin en Allemagne (cf. ci-dessous). La France remporte son deuxième titre mondial après celui remporté en 2003. En s'imposant (23-21) face à la Norvège en finale, les Bleues ont permis au handball français de réaliser un exploit historique rarement réalisé par une nation dans l'histoire de ce sport puisque la France est désormais tenante du titre à la fois chez les femmes et chez les hommes. Cette situation ne s'était produite qu'à deux reprises avec la Roumanie en 1961-1962 puis l'URSS en 1982[1].

## Par compétitions

### Championnat du monde masculin
La 25e édition édition du championnat du monde masculin a lieu en France, du 11 au 29 janvier 2017. Elle est organisée par la France pour la troisième fois après 1970 et 2001. L'équipe de France, vainqueur de l'édition précédente se déroulant au Qatar, remet son titre en jeu.
Victorieuse en finale contre la Norvège, l'équipe de France remporte son sixième titre mondial. La Slovénie complète le podium. C'est la première apparition de la Norvège et de la Slovénie sur un podium mondial.
Avec 28 010 spectateurs réunis deux fois au Stade Pierre-Mauroy de Lille pour les matchs de l'équipe de France, cette édition marque un double record d'affluence pour un match de handball en France et dans un tournoi international.
| Podium final \| \| France \| \| \| Médaille d'or, monde \| \| Norvège \| \| \| Médaille d'argent, monde \| Slovénie \| \| Médaille d'argent, monde \| Médaille de bronze, monde \| | Statistique et récompenses - Meilleur joueur : Nikola Karabatic, France - Meilleur buteur : Kiril Lazarov, Macédoine, 50 buts Équipe type - Meilleur gardien de but : Vincent Gérard, France - Meilleur ailier gauche : Jerry Tollbring, Suède - Meilleur arrière gauche : Sander Sagosen, Norvège - Meilleur demi-centre : Domagoj Duvnjak, Croatie - Meilleur pivot : Bjarte Myrhol, Norvège - Meilleur arrière droit : Nedim Remili, France - Meilleur ailier droit : Kristian Bjørnsen, Norvège |
| | France |
| | Médaille d'or, monde |
| Norvège | |
| Médaille d'argent, monde | Slovénie |
| Médaille d'argent, monde | Médaille de bronze, monde |

### Championnat du monde féminin
La 23e édition du Championnat du monde féminin de handball se déroule du 1er au 17 décembre 2017 en Allemagne.
La France vainqueur de la Norvège, tenante du titre, reporte son deuxième titre mondial. Les Pays-Bas complètent le podium à la suite de leur victoire face à la Suède et récoltent leur première médaille en championnat du monde.
| Podium final \| \| France \| \| \| Médaille d'or, monde \| \| Norvège \| \| \| Médaille d'argent, monde \| Pays-Bas \| \| Médaille d'argent, monde \| Médaille de bronze, monde \| | Statistique et récompenses - Meilleure joueuse : Stine Bredal Oftedal Norvège - Meilleure marqueuse : Nora Mørk Norvège, 66 buts Équipe type - Meilleure gardienne de but : Katrine Lunde Norvège - Meilleure ailière gauche : Siraba Dembélé France - Meilleure arrière gauche : Lois Abbingh Pays-Bas - Meilleure demi-centre : Grâce Zaadi France - Meilleure pivot : Yvette Broch Pays-Bas - Meilleure arrière droite : Nora Mørk Norvège - Meilleure ailière droite : Nathalie Hagman, Suède |
| | France |
| | Médaille d'or, monde |
| Norvège | |
| Médaille d'argent, monde | Pays-Bas |
| Médaille d'argent, monde | Médaille de bronze, monde |

## Meilleurs handballeurs de l'année 2017
Le 6 février 2018, l'IHF a dévoilé la liste des nommés pour le titre de meilleurs handballeurs de l'année 2017, choisis par un groupe d'experts de l'IHF et des sélectionneurs d'équipes nationales. Mais, l'IHF a finalement décidé de ne pas annoncer les résultats de l'élection sans donner de raison officielle, même si l'hypothèse d'un manque de votant, aussi bien du côté des médias que des internautes, a été évoqué par des médias allemands,.
Chez les femmes, Cristina Neagu, élue en 2010, 2015 et 2016, postule pour un quatrième titre de meilleure handballeuse mondiale de l'année. Les joueuses nommées sont :
- Nycke Groot ( Pays-Bas) : comme Gullden, la demi-centre néerlandaise Nycke Groot est la leader créative pour l'attaque de son équipe nationale. En 2017, elle a joué un rôle clé pour permettre aux Pays-Bas d'atteindre leur deuxième demi-finale consécutive et terminer avec la médaille de bronze autour du cou. Avec Győr, elle s'impose dans le championnat de Hongrie et la Ligue des champions, étant également élue meilleure demi-centre de la compétition.
- Isabelle Gulldén ( Suède) : maître à jouer du CSM Bucarest et de l'équipe nationale suédoise, Isabelle Gullden a mené la Suède à son meilleur résultat en Championnat du monde avec une quatrième place. Après avoir remporté la Ligue des champions en 2016 avec Bucarest, elle a terminé troisième au Final four en 2017 et a également remporté toutes les compétitions nationales roumaines (championnat roumain, Coupe et Supercoupe.
- Nora Mørk ( Norvège) : membre clé de l'équipe nationale depuis plusieurs années, elle joue un rôle déterminant dans les victoires norvégiennes et est constamment retenue dans l'équipe-type des grandes compétitions. En 2017, elle a remporté la médaille d'argent du Championnat du monde où elle a été élue meilleure arrière droite et termine meilleure marqueuse avec un total de 66 buts. En club, elle a rejoint le Győri ETO KC pour la saison 2016/17 et a remporté le championnat de Hongrie et la Ligue des champions, étant également élue dans l'équipe-type de la compétition.
- Cristina Neagu ( Roumanie) : largement considérée comme l'une des meilleures joueuses féminines de handball de l'histoire, elle est élue meilleure arrière droite de la Ligue des champions, compétition achevée au stade des demi-finales. Avant de retourner à l'été 2017 en Roumanie au CSM Bucarest, elle a réalisé le doublé championnat-Coupe du Monténégro avec le Budućnost Podgorica. Avec la Roumanie, elle a atteint les huitièmes de finale du Championnat du monde 2017, où elle a inscrit 42 buts en six matches.
- Stine Bredal Oftedal ( Norvège) : aux côtés de Nora Mørk, la capitaine norvégienne Stine Bredal Oftedal a ajouté en 2017 la médaille d'argent du Championnat du monde à sa liste de succès et a été élue meilleure joueuse de la compétition, notamment pour ses 46 passes décisives (meilleure passeuse) et ses 44 buts (cinquième meilleure marqueuse). Après avoir été élue pour la troisième fois meilleure joueuse et meilleure demi-centre de la saison du Championnat de France, elle quitte l'Issy Paris Hand pour le Győri ETO KC.

| Rang | Joueuse              | Nationalité | Club(s)                   | Poste          | Votes | Déjà élue en     |
| ---- | -------------------- | ----------- | ------------------------- | -------------- | ----- | ---------------- |
| -    | Nycke Groot          | Pays-Bas    | Győri ETO KC              | Demi-centre    | -     | -                |
| -    | Isabelle Gulldén     | Suède       | CSM Bucarest              | Demi-centre    | -     | -                |
| -    | Stine Bredal Oftedal | Norvège     | Issy Paris & Győri ETO KC | Demi-centre    | -     | -                |
| -    | Nora Mørk            | Norvège     | Győri ETO KC              | Arrière droite | -     | -                |
| -    | Cristina Neagu       | Roumanie    | Podgorica & CSM Bucarest  | Arrière gauche | -     | 2010, 2015, 2016 |

Chez les hommes, représentant quatre pays et ayant connu de nombreux succès en club et en équipe nationale en 2017, les nommés masculins sont :
- Luka Cindrić ( Croatie) : Luka Cindric a débuté l'année 2017 en ayant un rôle plus important dans l'équipe nationale croate qui s'est classée quatrième du Championnat du monde disputé en France en janvier. Quelques mois plus tard, il a connu beaucoup de succès en club avec le Vardar Skopje : double Championnat-Coupe de Macédoine, Ligue SEHA et surtout son premier titre en Ligue des champions.
- Domagoj Duvnjak ( Croatie) : élu meilleur handballeur de l'année en 2013, Domagoj Duvnjak a une nouvelle fois été un cadre de l'équipe nationale croate qui a disputé le match pour la médaille de bronze du Championnat du monde 2017 où il a été élu meilleur demi-centre de la compétition. Enclub, il a remporté la Coupe d'Allemagne avec THW Kiel.
- Nikola Karabatic ( France) : seul joueur masculin à avoir élu meilleur handballeur de l'année  à trois reprises en 2007, 2014 et 2016, Nikola Karabatic postule pour un quatrième trophée. En 2017, Karabatic a joué un rôle déterminant dans le sixième titre mondial de la France, remporté à domicile à Paris, en étant élu meilleur joueur de la compétition. En club, il réalise le doublé championnat-Coupe de la Ligue et a permis au Paris Saint-Germain d'atteindre pour la première fois la finale de la Ligue des champions. Il a également été élu meilleur joueur de la saison en France et meilleur demi-centre de la Ligue des champions.
- Sander Sagosen ( Norvège) : à 22 ans, Sander Sagosen est déjà un membre clé de l'équipe nationale de Norvège qu'il a conduit pour la première fois de son histoire en finale du Championnat du monde, faisant également partie de l'équipe-type de la compétition au poste d'arrière gauche. Vainqueur du championnat du Danemark dont il termine meilleur buteur, Sagosen a quitté à l'intersaison l'Aalborg Håndbold pour le Paris Saint-Germain Handball.
- Andy Schmid ( Suisse) :  élu pour la quatrième fois consécutive meilleur joueur du championnat d'Allemagne, le joueur des Rhein-Neckar Löwen a remporté en Allemagne le championnat et la Supercoupe. En revanche, le club a été éliminé dès les quarts de finale de la Ligue des champions et la suisse ne s'est pas qualifiée pour le Championnat du monde.

| Rang | Joueur           | Nationalité | Club(s)                     | Poste          | Votes | Déjà élu en      |
| ---- | ---------------- | ----------- | --------------------------- | -------------- | ----- | ---------------- |
| -    | Luka Cindrić     | Croatie     | Vardar Skopje               | Demi-centre    | -     | -                |
| -    | Domagoj Duvnjak  | Croatie     | THW Kiel                    | Demi-centre    | -     | 2013             |
| -    | Nikola Karabatic | France      | Paris Saint-Germain         | Demi-centre    | -     | 2007, 2014, 2016 |
| -    | Sander Sagosen   | Norvège     | Aalborg Håndbold & Paris SG | Arrière gauche | -     | -                |
| -    | Andy Schmid      | Suisse      | Rhein-Neckar Löwen          | Demi-centre    | -     | -                |

## Bilan de la saison 2016-2017 en club

### Coupes d'Europe (clubs)
| Compétition         | Vainqueur            | Finaliste           |
| ------------------- | -------------------- | ------------------- |
| Ligue des champions | RK Vardar Skopje     | Paris Saint-Germain |
| Coupe de l'EHF      | Frisch Auf Göppingen | Füchse Berlin       |
| Coupe Challenge     | Sporting CP          | AHC Potaissa Turda  |

| Compétition         | Vainqueur             | Finaliste         |
| ------------------- | --------------------- | ----------------- |
| Ligue des champions | Győri ETO KC          | ŽRK Vardar Skopje |
| Coupe de l'EHF      | Rostov-Don            | SG BBM Bietigheim |
| Coupe Challenge     | ŽRK Lokomotiva Zagreb | H 65 Höör         |

### Championnats européens
| Rang EHF 16/17 | Rang EHF 16/17  | Championnat | Vainqueur                |
| Rang           | Evol.           | Championnat | Vainqueur                |
| -------------- | --------------- | ----------- | ------------------------ |
| 1              | en stagnation   | Allemagne   | Rhein-Neckar Löwen       |
| 2              | en stagnation   | Espagne     | FC Barcelone             |
| 3              | en augmentation | Hongrie     | Veszprém KSE             |
| 4              | en diminution   | France      | Paris Saint-Germain      |
| 5              | en stagnation   | Danemark    | Aalborg Håndbold         |
| 6              | en augmentation | Pologne     | KS Kielce                |
| 7              | en diminution   | Slovénie    | RK Celje Pivovarna Laško |
| 8              | en stagnation   | Macédoine   | RK Vardar Skopje         |
| 9              | en augmentation | Roumanie    | Dinamo Bucarest          |
| 10             | en diminution   | Suède       | IFK Kristianstad         |
| 11             | en augmentation | Croatie     | RK Zagreb                |
| 12             | en augmentation | Russie      | Medvedi Tchekhov         |
| 13             | en augmentation | Portugal    | Sporting CP              |
| 14             | en diminution   | Biélorussie | HC Meshkov Brest         |
| 15             | en diminution   | Suisse      | Kadetten Schaffhausen    |
| 16             | en stagnation   | Ukraine     | HC Motor Zaporijia       |
| 17             | en augmentation | Norvège     | Elverum Handball         |
| 18             | en diminution   | Serbie      | RK Vojvodina Novi Sad    |
| 19             | en stagnation   | Slovaquie   | HT Tatran Prešov         |
| 20             | en augmentation | Turquie     | Beşiktaş JK              |
| ...            |                 |             |                          |

| Rang EHF 16/17 | Rang EHF 16/17  | Championnat        | Vainqueur                |
| Rang           | Evol.           | Championnat        | Vainqueur                |
| -------------- | --------------- | ------------------ | ------------------------ |
| 1              | en augmentation | Danemark           | Nykøbing Falster HK      |
| 2              | en diminution   | Hongrie            | Győri ETO KC             |
| 3              | en stagnation   | Russie             | Rostov-Don               |
| 4              | en stagnation   | Norvège            | Larvik HK                |
| 5              | en augmentation | Allemagne          | SG BBM Bietigheim        |
| 6              | en augmentation | France             | Metz Handball            |
| 7              | en diminution   | Roumanie           | CSM Bucarest             |
| 8              | en augmentation | Monténégro         | ŽRK Budućnost Podgorica  |
| 9              | en augmentation | Autriche           | Hypo Niederösterreich    |
| 10             | en augmentation | Macédoine          | ŽRK Vardar Skopje        |
| 11             | en augmentation | Suède              | H 65 Höör                |
| 12             | en diminution   | Slovénie           | RK Krim                  |
| 13             | en stagnation   | Croatie            | ŽRK Podravka Koprivnica  |
| 14             | en diminution   | Espagne            | CB Atlético Guardés      |
| 15             | en augmentation | Pologne            | Vistal Gdynia            |
| 16             | en diminution   | Turquie            | Kastamonu Belediyesi GSK |
| 17             | en augmentation | République tchèque | DHK Banik Most           |
| 18             | en diminution   | Serbie             | ŽRK Medicinar Šabac      |
| 19             | en stagnation   | Pays-Bas           | VOC Amsterdam            |
| 20             | en augmentation | Ukraine            | SC Galytchanka Lviv      |
| ...            |                 |                    |                          |

#### Saison 2016-2017 en Allemagne
| Compétition             | Vainqueur          | Second                 | Score   |
| ----------------------- | ------------------ | ---------------------- | ------- |
| Championnat d'Allemagne | Rhein-Neckar Löwen | SG Flensburg-Handewitt | -       |
| Coupe d'Allemagne       | THW Kiel           | SG Flensburg-Handewitt | 29 – 23 |
| Supercoupe*             | Rhein-Neckar Löwen | SC Magdebourg          | 27 – 24 |

* l'édition 2016-2017 de la Supercoupe s'est déroulée en 2016.

#### Saison 2016-2017 en Espagne
| Compétition           | Vainqueur    | Second               | Score   |
| --------------------- | ------------ | -------------------- | ------- |
| Championnat d'Espagne | FC Barcelone | Ademar León          | -       |
| Coupe ASOBAL*         | FC Barcelone | BM Granollers        | 30 – 25 |
| Coupe du Roi          | FC Barcelone | CB Ciudad de Logroño | 34 – 29 |
| Supercoupe*           | FC Barcelone | Helvetia Anaitasuna  | 38 – 30 |

* les éditions 2016-2017 de la Coupe ASOBAL et de la Supercoupe se sont déroulées en 2016.

#### Saison 2016-2017 en France
Le Championnat de France masculin 2016-2017 est la soixante-quatrième édition de cette compétition.
| Compétition            | Vainqueur           | Second               | Score   |
| ---------------------- | ------------------- | -------------------- | ------- |
| Championnat de France  | Paris Saint-Germain | HBC Nantes           | -       |
| Coupe de France        | HBC Nantes          | Montpellier Handball | 32 – 27 |
| Coupe de la Ligue      | Paris Saint-Germain | HBC Nantes           | 31 – 27 |
| Trophée des champions* | Paris Saint-Germain | HBC Nantes           | 35 – 26 |

| Compétition           | Vainqueur     | Second                  | Score   |
| --------------------- | ------------- | ----------------------- | ------- |
| Championnat de France | Metz Handball | Brest Bretagne Handball | 47 – 44 |
| Coupe de France       | Metz Handball | Issy Paris Hand         | 33 – 29 |

## Principaux transferts de l'intersaison 2017
Une liste non exhaustive des transferts ayant eu lieu à l'intersaison est :
| Nat. | Joueur                   | Champ. | Club 2016-2017         | Champ. | Club 2017-2018          |
| ---- | ------------------------ | ------ | ---------------------- | ------ | ----------------------- |
|      | William Accambray        |        | Paris Saint-Germain    |        | Veszprém KSE            |
|      | Benjamin Afgour          |        | Dunkerque HGL          |        | Montpellier Handball    |
|      | Xavier Barachet          |        | Paris Saint-Germain    |        | Saint-Raphaël VHB       |
|      | Rodrigo Corrales         |        | Wisła Płock            |        | Paris Saint-Germain     |
|      | Jure Dolenec             |        | Montpellier Handball   |        | FC Barcelone            |
|      | Alex Dujshebaev          |        | RK Vardar Skopje       |        | KS Kielce               |
|      | Kim Ekdahl Du Rietz      |        | Rhein Neckar Löwen     | arrêt  | arrêt                   |
|      | Blaž Janc                |        | RK Celje               |        | KS Kielce               |
|      | Kiril Lazarov            |        | FC Barcelone           |        | Handball Club de Nantes |
|      | Marko Mamić              |        | Dunkerque HGL          |        | KS Kielce               |
|      | Melvyn Richardson        |        | Chambéry SMBH          |        | Montpellier Handball    |
|      | Chema Rodríguez          |        | Veszprém KSE           |        | Saran Loiret Handball   |
|      | Sander Sagosen           |        | Aalborg Håndbold       |        | Paris Saint-Germain     |
|      | Jerry Tollbring          |        | IFK Kristianstad       |        | Rhein Neckar Löwen      |
|      | Kent Robin Tønnesen      |        | Füchse Berlin          |        | Veszprém KSE            |
|      | Ljubomir Vranjes (Entr.) |        | SG Flensburg-Handewitt |        | Veszprém KSE            |
|      | Miha Zarabec             |        | RK Celje               |        | THW Kiel                |

| Nat. | Joueur               | Champ. | Club 2016-2017             | Champ. | Club 2017-2018          |
| ---- | -------------------- | ------ | -------------------------- | ------ | ----------------------- |
|      | Blandine Dancette    |        | Chambray Touraine Handball |        | Nantes LA HB            |
|      | Sonja Frey           |        | Cercle Dijon Bourgogne     |        | Issy Paris Hand         |
|      | Manon Houette        |        | Thüringer HC               |        | Metz Handball           |
|      | Laurisa Landre       |        | SCM Craiova                |        | Metz Handball           |
|      | Carmen Martín        |        | CSM Bucarest               |        | OGC Nice                |
|      | Cristina Neagu       |        | Budućnost Podgorica        |        | CSM Bucarest            |
|      | Stine Bredal Oftedal |        | Issy Paris Hand            |        | Győri ETO KC            |
|      | Slađana Pop-Lazić    |        | Metz Handball              |        | Brest Bretagne Handball |
|      | Louise Sand          |        | IK Sävehof                 |        | Brest Bretagne Handball |
|      | Linnea Torstenson    |        | CSM Bucarest               |        | OGC Nice                |

## Décès
- 11 février :  Vassili Koudinov, arrière gauche soviétique puis russe, double champion olympique, double champion du monde et une fois champion d'Europe ;
- 24 avril :  František Brůna, l'un des meilleurs handballeurs tchécoslovaque de l'histoire, champion du monde en 1967 ;
- 20 juillet :  Bernhard Kempa, Monsieur Handball, légendaire joueur allemand dans les années 1950 ;
- 24 juillet :  Niculae Nedeff, l'un des maîtres à penser du handball mondial, vainqueur de sept championnats du monde ;
- 29 octobre :  Philippe Médard, meilleur gardien de but français des années 1980 ;
- 18 décembre :  Claude Sagna, la « perle noire du handball ».